# Ophiognomonia leptostyla

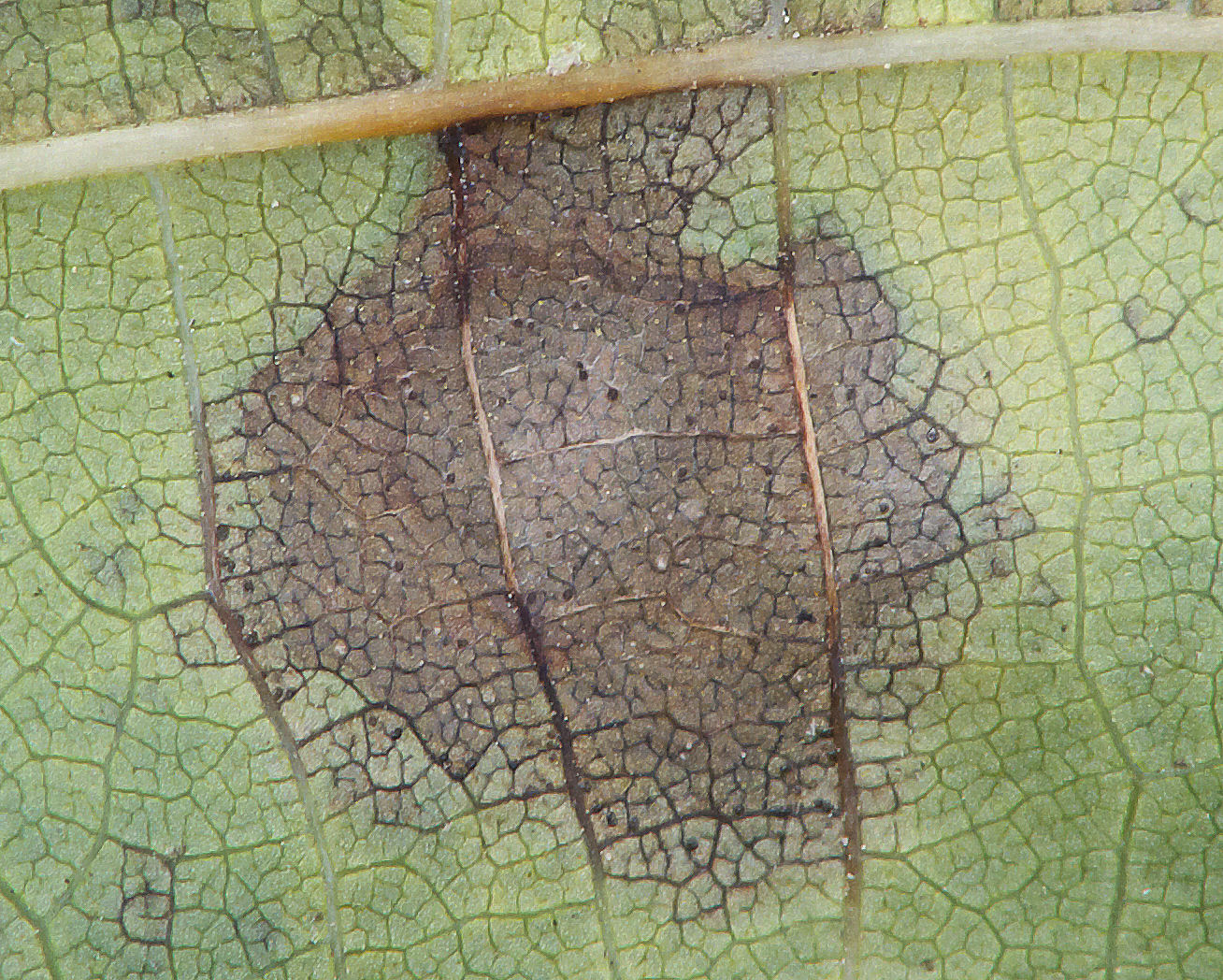
Plama na liściu orzecha włoskiego z grzybnią Ophiognomonia leptostyla

Ophiognomonia leptostyla (Fr.) Sogonov – gatunek grzybów z klasy Sordariomycetes. Grzyb mikroskopijny, patogen wywołujący chorobę o nazwie antraknoza orzecha włoskiego.

## Systematyka i nazewnictwo
Pozycja w klasyfikacji według Index Fungorum: Ophiognomonia, Gnomoniaceae, Diaporthales, Diaporthomycetidae, Sordariomycetes, Pezizomycotina, Ascomycota, Fung.
Po raz pierwszy takson ten zdiagnozował w 1823 roku Elias Fries nadając mu nazwę Sphaeria leptostyla. W oparciu o badania z zakresu biologii molekularnej w 2008 roku Mikhail V. Sogonov przeniósł go do rodzaju Ophiognomonia.
Synonimy:
- Gloeosporium juglandis (Lib.) Trel. 1883
- Gnomonia juglandis (DC.) Traverso 1902
- Gnomonia leptostyla (Fr.) Ces. & De Not. 1863
- Leptothyrium juglandis Lib. 1832
- Marssonia juglandis (Lib.) Sacc. 1880
- Marssonia juglandis (Lib.) Sacc. 1880 var. juglandis
- Marssoniella juglandis (Lib.) Höhn. 1916
- Marssonina juglandis (Lib.) Magnus 1906
- Neomarssoniella juglandis (Lib.) U. Braun 1991
- Sphaeria juglandis DC. 1815
- Sphaeria leptostyla Fr. 1823

Anamorfa: Neomarssoniella juglandis (Lib.) U. Braun (1991).

## Morfologia i rozwój
Anamorfa rozwija się od wiosny do jesieni jako pasożyt w porażonych tkankach orzecha włoskiego (Juglans regia). Acerwulusy o średnicy 70–200 μm tworzą się między skórką i naskórkiem żywiciela. Powstają w nich sierpowato zagięte, dwukomórkowe, bezbarwne, gładkie konidia o rozmiarach 18–24 × 3–4 μm. Czasami tworzą się także cylindryczne, jednokomórkowe mikrokonidia o rozmiarach 6-12 × 1 μm.
Teleomorfa rozwija się jako saprotrof na opadłych liściach orzecha włoskiego. Wiosną wytworzone w niej zarodniki płciowe dokonują infekcji pierwotnej, porażając liście, owoce i młode pędy orzecha włoskiego. Tworzy kuliste, czarne owocniki typu perytecjum, o średnicy 170–300 μm z prostą szyjką o długości 150–250 μm i średnicy około 50 μm. Ściana o grubości 15–30 μm zbudowana z 4–5 warstw komórek. Worki 8–zarodnikowe, o rozmiarach 45–60 × 8–14 μm. Askospory o rozmiarach 19–23 × 3,5 μm, proste, wąskoelipsoidalne lub wrzecionowate. o lekko spiczastych końcach. W każdej askosporze po 2–3 gutule lub drobne ziarnistości.